# UAEファーストディヴィジョンリーグ
UAEファーストディヴィジョンリーグ（英: UAE First Division League）は、アラブ首長国連邦サッカー協会が主催する、アラブ首長国連邦（UAE）におけるプロサッカーの2部リーグである。

## 概要
1974年に創設。全15チームが所属しており、上位2チームがUAEプロリーグに昇格する。
以前は「UAEディヴィジョン1 グループA」という名称であり、下位リーグに「UAEディヴィジョン1 グループB」が存在していたが2012年に廃止されたため、しばらくは降格が発生しなかった。
2019年に新たな3部リーグとなるUAEセカンドディヴィジョンリーグが新設され、再び昇降格が行われる事になった。

## 所属クラブ
2017-18シーズン
| クラブ名               | ホームタウン            | ホームスタジアム                    | 収容人数 |
| ---------------------- | ----------------------- | ----------------------------------- | -------- |
| アル・アラビ           | ウンム・アル=カイワイン | ウンム・アル=カイワイン・スタジアム | 3,000    |
| アル・ハムリヤ         | アル・ハムリヤ          | アル・ハムリヤ・スタジアム          | 5,000    |
| アル・サーイド         | アル・ザーイド          | アル・ザーイド                      | 500      |
| アル・ウルーバ         | フジャイラ              | アル・オルバ・クラブ・スタジアム    | 8,000    |
| バニーヤースSC         | アブダビ                | バニーヤース・スタジアム            | 10,000   |
| ディバ・アル・ヒスンSC | ディバ・アル・ヒスン    | ディバ・スタジアム                  | 700      |
| フジャイラ             | フジャイラ              | フジャイラ・クラブ・スタジアム      | 10,645   |
| イテハド・カルバFC     | カルバ                  | イテハド・カルバ・スタジアム        | 8,500    |
| コア・ファックカーン   | コア・ファックカーン    |                                     |          |
| マスフート             | マスフート              |                                     |          |
| ラアス・アル＝ハイマ   | ラアス・アル＝ハイマ    | ラアス・アル＝ハイマ・スタジアム    | 4,500    |